# 拉氏長吻鰩
拉氏長吻鰩（學名：Dipturus lamillai），為軟骨魚綱鰩目鰩科長吻鰩屬的一種，分布於西南大西洋福克蘭群島海域，深度162至515公尺，本魚身體背面呈中褐色，有較淺的斑點和網紋，身體腹部呈暗灰色，嘴巴、鰓、腹帶和泄殖腔周圍有淺色斑塊，喙軟骨兩側的區域為膜狀且幾乎不透明，體盤相對較寬，頂端有稜角，寬度為體長的75.2%，吻部延長，雄魚椎間盤的背面在喙軟骨上具有分散而厚的真皮小齒，眼眶前後有細小的真皮齒，背鰭前緣、體盤前緣以及吻尖至翼刺斑前緣有一薄帶真皮細齒，背鰭前緣有一帶薄的真皮小齒。雌魚頭部背面及盤前緣有小的皮齒，背帶間的內背有一窄片真皮細齒，背鰭前緣有一窄帶，腹側感覺孔小，明顯，邊緣呈黑色，體長可達94.2公分，棲息在大陸棚及大陸坡上層海域，為底棲性魚類，肉食性，卵生，生活習性不明。